# Кнуд Берге Мартінсен
Кнуд Берге Мартінсен (дан. Knud Børge Martinsen; 30 листопада 1905, Нествед — 25 червня 1949, Копенгаген) — данський доброволець військ СС, оберштурмбаннфюрер СС.

## Біографія
Кнуд Берге Мартінсен народився в комуні Нествед в селі Сандвед в 1905 році. Син Ганса Крістіана Мартінсена і Оттілії Марії Поульсен. В армії з 1928 року, після 10 років служби був підвищений до капітан-лейтенанта. У 1940 році відвідував курси у військовій академії палацу Фредеріксберг, товариші по службі вважали його перспективним воєначальником.
9 квітня 1940 року Німеччина без бою зайняла Данію, і вже 26 квітня Мартінсен вступив в націонал-соціалістичну робітничу партію Данії і взяв участь в декількох демонстраціях, що поставило хрест на його кар'єрі в данській армії. В знак протесту Мартінсен пішов з армії і вступив до лав військ СС, де командував 2-й ротою Добровольчого корпусу СС «Данмарк», яким керував Крістіан Педер Крюссінг, а також 4-й ротою того ж корпусу при командирі фон Шальбурзі. Деякий час він був фактичним командиром корпусу, ще до призначення Шальбурга і після відходу Крюссінга.
Після загибелі Шальбурга Мартінсен знову був призначений командиром, поки його не змінив Ганс-Альберт фон Леттов-Форбек, але останній був убитий вже через два дні після призначення, і Мартінсен в званні оберштурмбаннфюрера СС знову став командиром корпусу. 20 травня 1943 року корпус був розпущений, а його особовий склад був переведений в 24-й гренадерський полк СС «Данмарк» 11-ї добровольчої танково-гренадерської дивізії СС «Нордланд».
28 липня 1943 року Мартінсен повернувся в Данію і очолив добровольчий корпус СС «Шальбург». У жовтні 1944 року його заарештували і відправили до берлінської в'язниці, де гестапівці допитували його. Потім його передали СД, але Мартінсен вирвався на свободу і втік до Данії.
5 травня 1945 року Кнуд Мартінсен був заарештований у себе вдома за колабораціонізм і 2 вбивства. Одне з вбивств сталося в березні 1944 року в штабі корпусу СС «Шальбург», коли Мартінсен застрелив товариша по службі на ім'я Фріц Геннінг Тонніс фон Еггерс, якого вважав коханцем своєї дружини.
25 червня 1949 року о 1:00 ночі в Копенгагені Мартінсен як колабораціоніст за вироком суду був розстріляний в Копенгагені.

## Нагороди
- Залізний хрест 2-го і 1-го класу
- Штурмовий піхотний знак в сріблі